# Charbonneau (cours d'eau)
Pour les articles homonymes, voir Charbonneau.
Le Charbonneau est un ruisseau situé en Loire-Atlantique, en France.
Long de 28 km, et prend sa source au lieu-dit la Vincendière à Carquefou se jette dans l'Erdre, dans la même ville.